# 西達德·查圖維迪
西達德·查圖維迪（英語：Siddhant Chaturvedi，1993年4月29日—）是印度男演員，主要出現在寶萊塢電影。查圖維迪在2016年出道，出演了两部网络剧。2019年，他出演了第一部宝莱坞电影《Gully Boy》，扮演一名说唱歌手MC Sher。他出色的表现使他获得2020年印度電影觀眾獎最佳男配角的殊荣。

## 外部連結
- 西達德·查圖維迪的Instagram帳戶